# Abschrecken (Kochen)

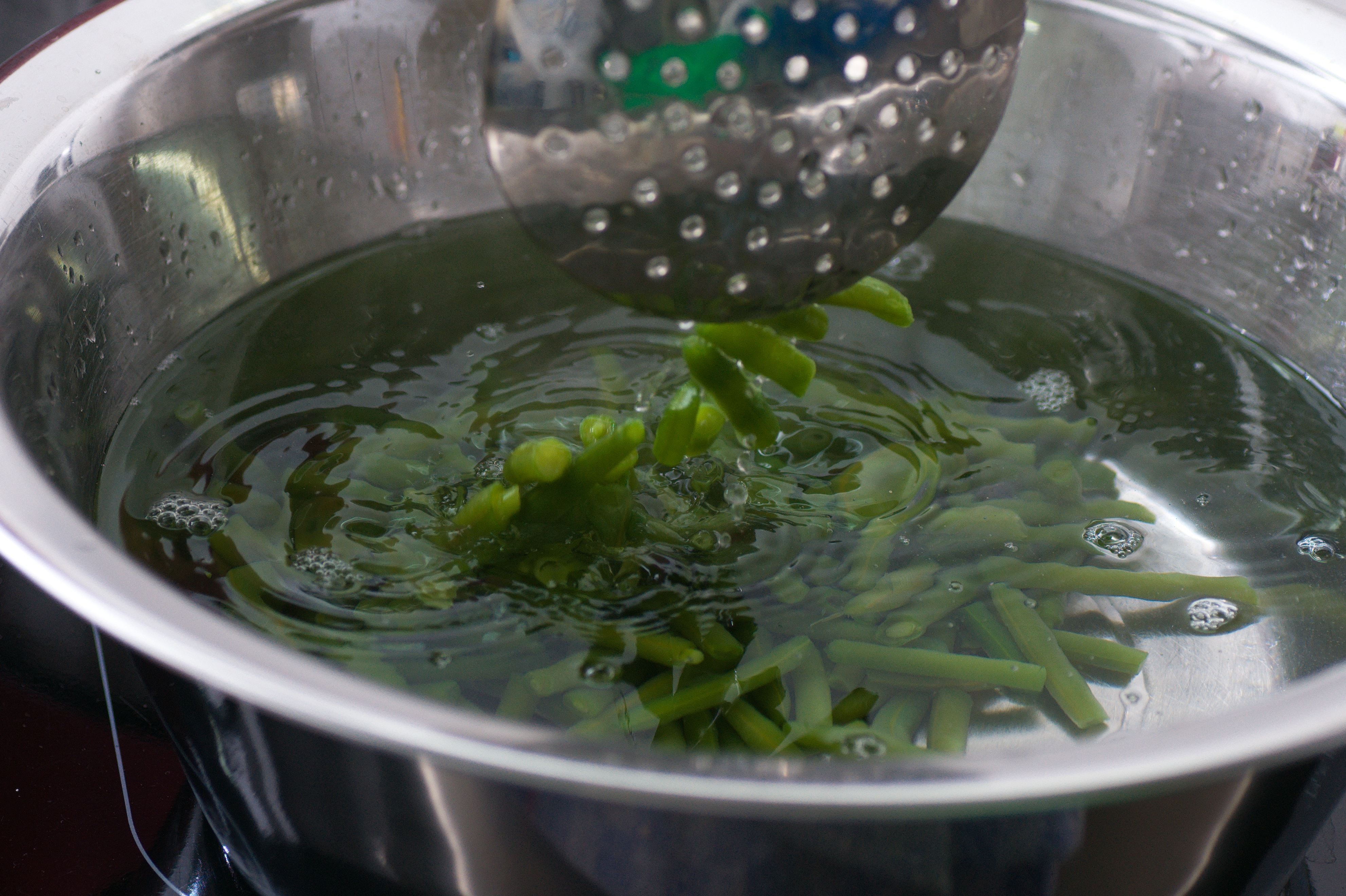
Abschrecken grüner Bohnen durch kurzes Eintauchen in kaltes Wasser

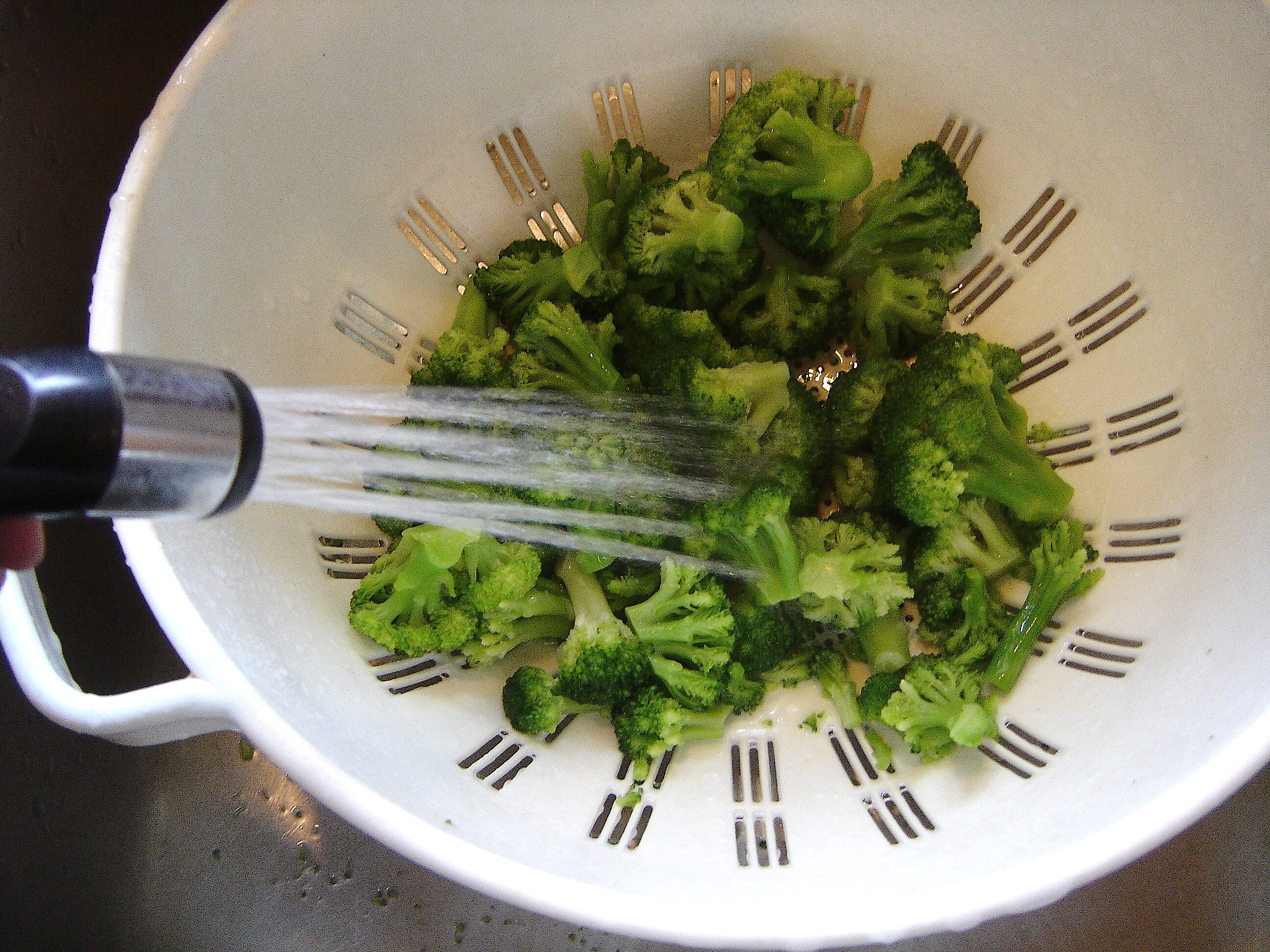
Abschrecken von Broccoli-Röschen unter fließendem Wasser

Abschrecken ist eine spezielle Technik der Kochkunst. Ziel des Abschreckens ist es, den Garprozess schlagartig zu unterbrechen oder bei Gemüse wie Bohnen oder Broccoli dadurch die Farbe zu erhalten, z. B. nach dem Blanchieren. Um dies zu erreichen, wird das Gargut kurz in kaltes Wasser oder Eiswasser getaucht.
Bei weich gekochten Eiern, die nicht sofort verzehrt werden, ist das Abschrecken sinnvoll, um das Weitergaren und Hartwerden des Eis zu verhindern.
Diese Technik hilft aber nicht, um Eier leichter schälbar zu machen. Die Schälbarkeit der Eier ist vom pH-Wert der Schalen-Haut abhängig. Ein frisches Ei hat einen pH-Wert von 7 und lässt sich schlecht schälen, ein älteres Ei ist basisch und lässt sich besser schälen.